# Vilho Ylönen
Vilho Ilmari Ylönen (ur. 31 maja 1918 w Hankasalmi, zm. 8 marca 2000 w Konnevesi) – fiński strzelec sportowy. Dwukrotny medalista olimpijski.
Brał udział w czterech letnich igrzyskach olimpijskich (IO 52, IO 56, IO 60, IO 64). Specjalizował się w strzelaniu karabinowym. W 1952 zdobył srebro w trzech pozycja w karabinie małokalibrowym na dystansie 50 metrów, w 1956 był trzeci w trzech postawach w karabinie dowolnym na dystansie 300 metrów. Wywalczył osiem indywidualnych medali mistrzostw świata, w tym trzy złote (karabin dowolny klęcząc 300 m w 1952; karabin dowolny klęcząc 50 m i karabin dowolny trzy postawy 300 m w 1958) oraz trzy indywidualne medale mistrzostw Europy.
W 1948 wystartował w zimowych igrzyskach olimpijskich w Sankt Moritz i wspólnie z kolegami zajął drugie miejsce patrolu wojskowym, jednak była to dyscyplina pokazowa.